# Samacá
Samacá es un municipio colombiano ubicado en la provincia del Centro, en el departamento de Boyacá. Está situado a unos 30 km de la ciudad de Tunja. En cuanto a su población, es el octavo municipio más poblado del departamento.

## Toponimia
El topónimo Samacá, en muysc cubun (idioma muisca) deriva de los vocablos Sa, título de nobleza; Ma nombre propio; Ca «fortaleza» y «mansión de un soberano».

## Historia

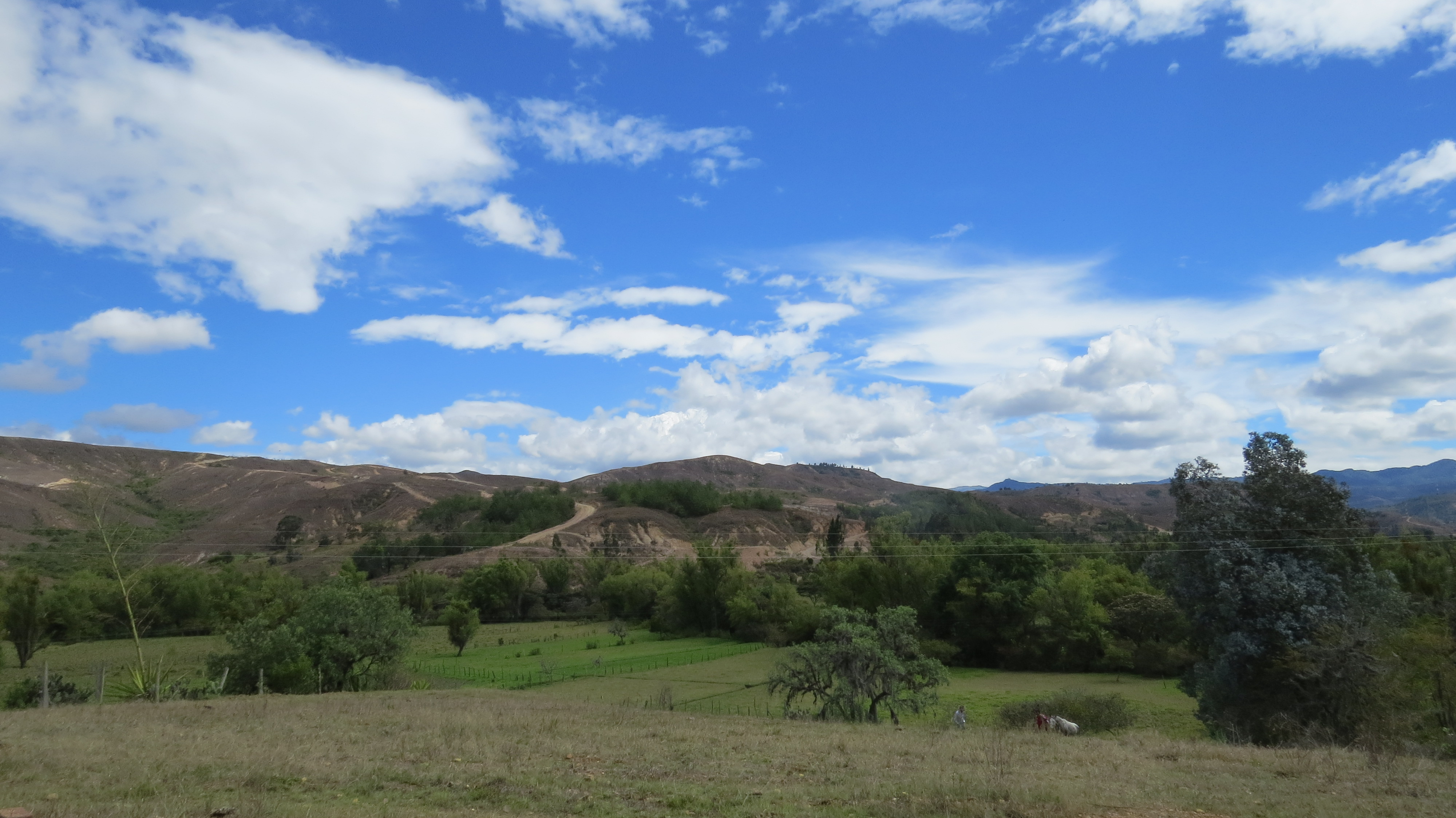
Paisaje samaquense.

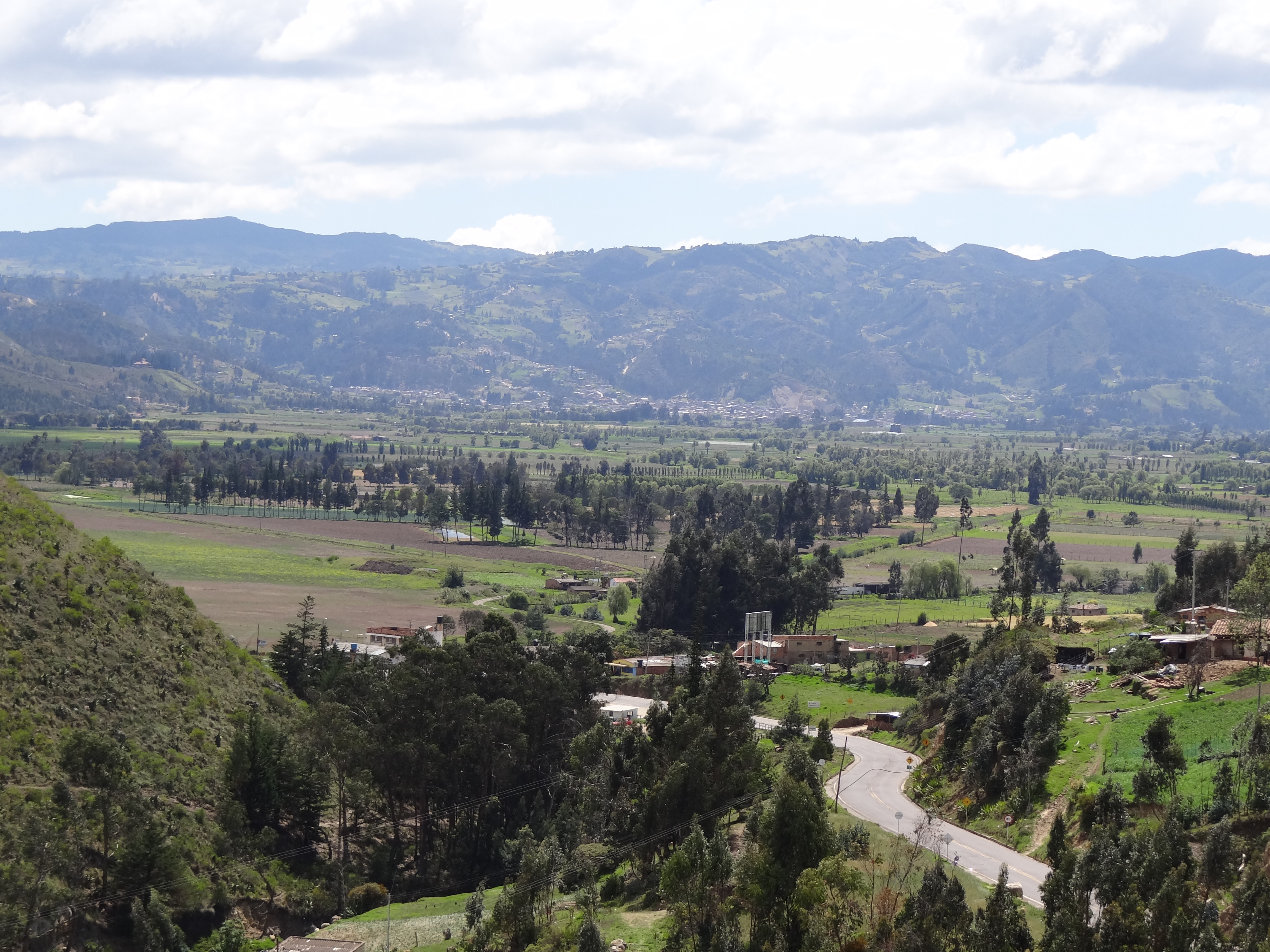
Vista del Valle de Samacá, donde antiguamente estaba la Laguna de Cansicá.

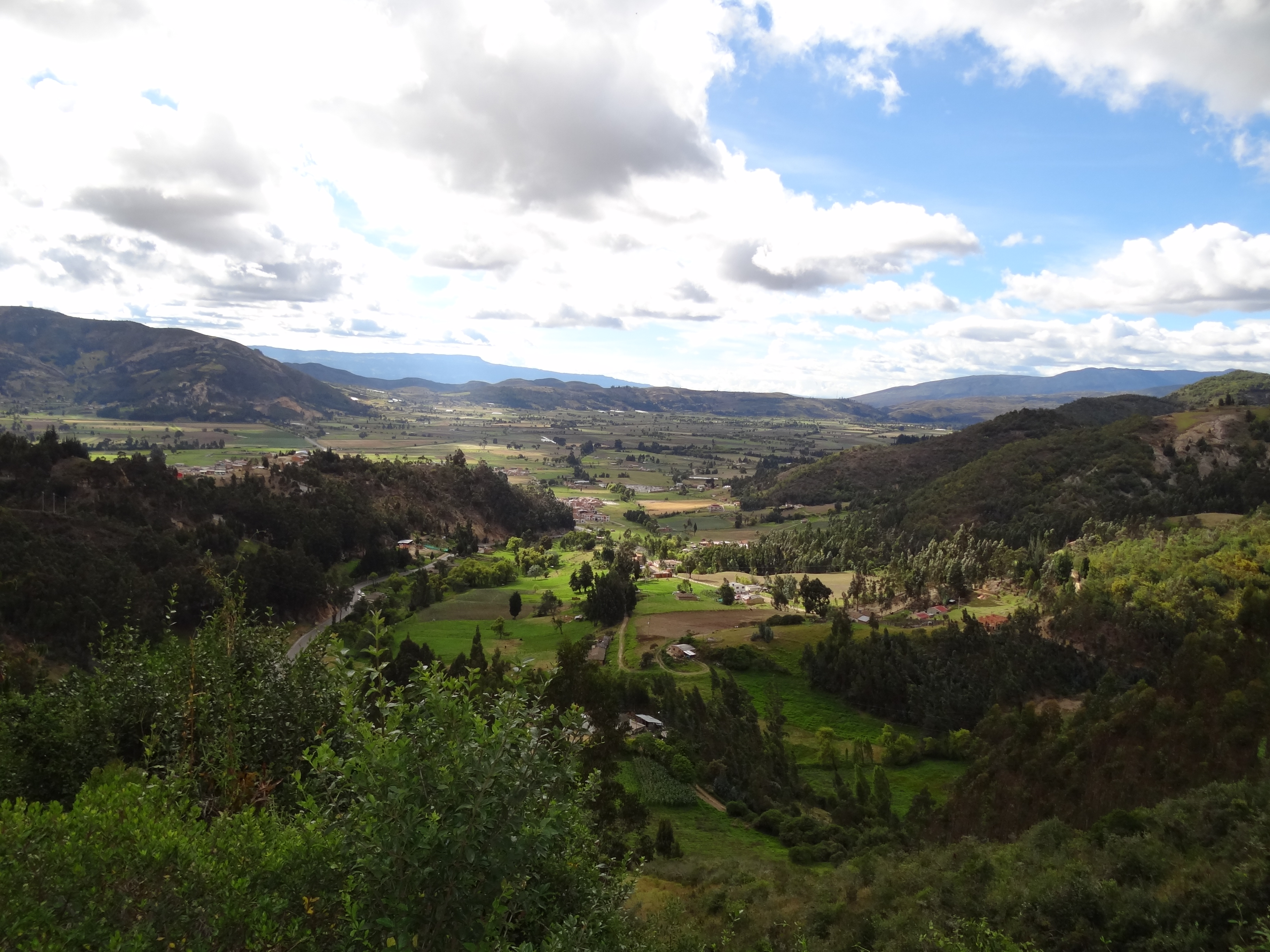
Sector rural de Samacá.

Samacá, situado en el tercer ramal de la Cordillera Oriental de los Andes colombianos, estaba asentado, en la época precolombina, a orillas de una gran laguna conocida como Laguna de Cansicá, que llegaba hasta el actual municipio de Cucaita, en cuyas orillas se establecieron varias comunidades indígenas al parecer llamados Patagüy, Foacá, Sáchica, etc. Aunque la mayor parte de la Confederación Muisca estaba bajo dominio del Zaque de Hunza y del Zipa de Bacatá, en la zona de la laguna se habían conformado cacicazgos independientes que no le rendía tribuno a ninguno de los dos anteriores, presuntamente al mando del cacique Sáchica. Ante el no pago de tributos, el Zaque de Hunza le dio la orden al cacique Boyacá para que expulsara a tales grupos; Boyacá entonces llamó a sus lugartenientes y conformó una avanzada que puso al mando de Samacá, Cucaita, Sora y Tibaquirá, los cuales también eran guerreros, quienes procedieron a expulsar a Sáchica, quien con su comunidad se replegó al lugar donde en la actualidad está el poblado.
Una vez expulsados y como los mencionados guerreros venían de la zona de lo que hoy es Boyacá, pues eran oriundos de tal región, procedieron a repartirse el nuevo territorio que antes ocupaba Sáchica por las laderas de la laguna, correspondiéndoles precisamente las áreas donde hoy están los municipios de Samacá, Cucaita y Sora; por su parte, el cacique Boyacá decidió tomar la zona de lo que hoy es Boyacá, y Tibaquirá se quedó con una zona alta situada en lo que hoy es el Municipio de Samacá, en vereda que se denomina precisamente como Tibaquirá. Esta confrontación tuvo lugar aproximadamente quince años antes de la llegada de los españoles, que como se sabe pasaron por ese sector aproximadamente en el año de 1537 con destino a Bacatá, al mando de la expedición de Gonzalo Jiménez de Quesada, donde posteriormente el hermano de Jiménez de Quesada decidió tomar dichas tierras.
En 1540, sospechando los españoles que los caciques de la zona iban a realizar una revuelta, como había sucedido en México con Hernán Cortés (la llamada "noche triste"), les tendieron una celada aprovechando la invitación que se les hicieron para asistir al matrimonio de Aquiminzaque con una hija del Cacique de Gámeza. Sobre este episodio se dice que el conquistador Hernán Pérez de Quesada envió a sus capitanes para que comunicaran al Zaque, Aquimín, sobre la última decisión. Con tranquilidad, el último Zaque de Tunja dijo a los emisarios: 

Decid a vuestro general que le debo el gran valor de quitarme de una vez y para siempre una vida que diariamente me quitaba; y puesto que me hizo cristiano al robarme el poder temporal, no apresure tanto la muerte, ya que lo eterno nunca podrá robármelo.

Y con una sonrisa de ironía despidió a los enviados que le trajeron la noticia de su muerte próxima. Al otro día, y estando todo el pueblo presente en plena plaza de Tunja, fue decapitado Aquimín, el último Zaque muisca, y los Caciques Samacá, Toca, Turmequé, Suta y Boyacá.
Esta ejecución produjo el afianzamiento de la encomienda, los indígenas pasaron de hecho a ser vasallos del Rey, y sus tierras pasaron al manejo directo de los encomenderos, comenzando a ser utilizadas para la agricultura. Sin embargo, la codicia de algunos encomenderos los indujo a obligar a los indígenas a construir unos túneles en el lugar que se conoce hoy como “El Desaguadero”, y allí procedieron a desecar la laguna para buscar tesoros, aunque no encontraron nada, pero emergieron en cambio las tierras de lo que se conoce como El Valle de Samacá, las cuales también utilizaron para la agricultura.
La comunidad de los dominicos denunció el maltrato de los indígenas, y ante la Corona los religiosos reclamaron su derecho para evangelizar a los nativos, siendo por ello que llegaron las primeras misioneros conformadas por frailes jóvenes. Se conformó un sínodo episcopal en el año 1555 por parte del Arzobispo Fray Juan de los Barrios en Santafé de Bogotá que contó con el apoyo de Fray Martín de los Ángeles, quien fue realmente la mente que a la llegada de los misioneros, también conocidos como frayles doctrineros, los distribuyó por las zonas entregadas por la Corona a los encomenderos, pero donde se había exigido por el clero que cada pueblo tuviese una iglesia. En esta tarea, y para lo que se conoce hoy como departamento de Boyacá, fue enviada esta primera ola de misioneros que habían llegado por Santa Marta en el año 1555 y para las comunidades indígenas que habitaban lo que hoy se conoce como los Municipios de Samacá, Cucaita, Sora, Sotaquirá y Turmequé fue escogido Fray Tomás de Grijalba. 
Fray Tomás de Grijalba bien pudo propugnar por colocarle el nombre que quisiera al poblado de lo que hoy es Samacá, pero seguramente ante el hecho que su propio Cacique había sido asesinado por los españoles hacía menos de quince años, y considerando el aprecio de los nativos hacia aquel, se dispuso que el poblado se llamara Samacá, y para el 24 de diciembre de 1556 se hizo una celebración litúrgica fundando "en el nombre del Señor" dicho poblado; a este mismo fraile se le atribuye la fundación de Cucaita, Sora,  Sotaquirá y posiblemente Turmequé, a pesar de lo cual hoy en día no se conoce el lugar de su tumba.

## Geografía

### Límites
| Noroeste: Sáchica                  | Norte: Chíquiza y Sora | Nordeste: Cucaita     |
| Oeste: Ráquira                     |                        | Este: Tunja           |
| Suroeste: Guachetá ( Cundinamarca) | Sur: Ventaquemada      | Sureste: Ventaquemada |

### División Político-Administrativa
Además de su Cabecera municipal, tiene bajo su jurisdicción los siguientes centros poblados: La Cumbre y La Fabrica.

## Economía

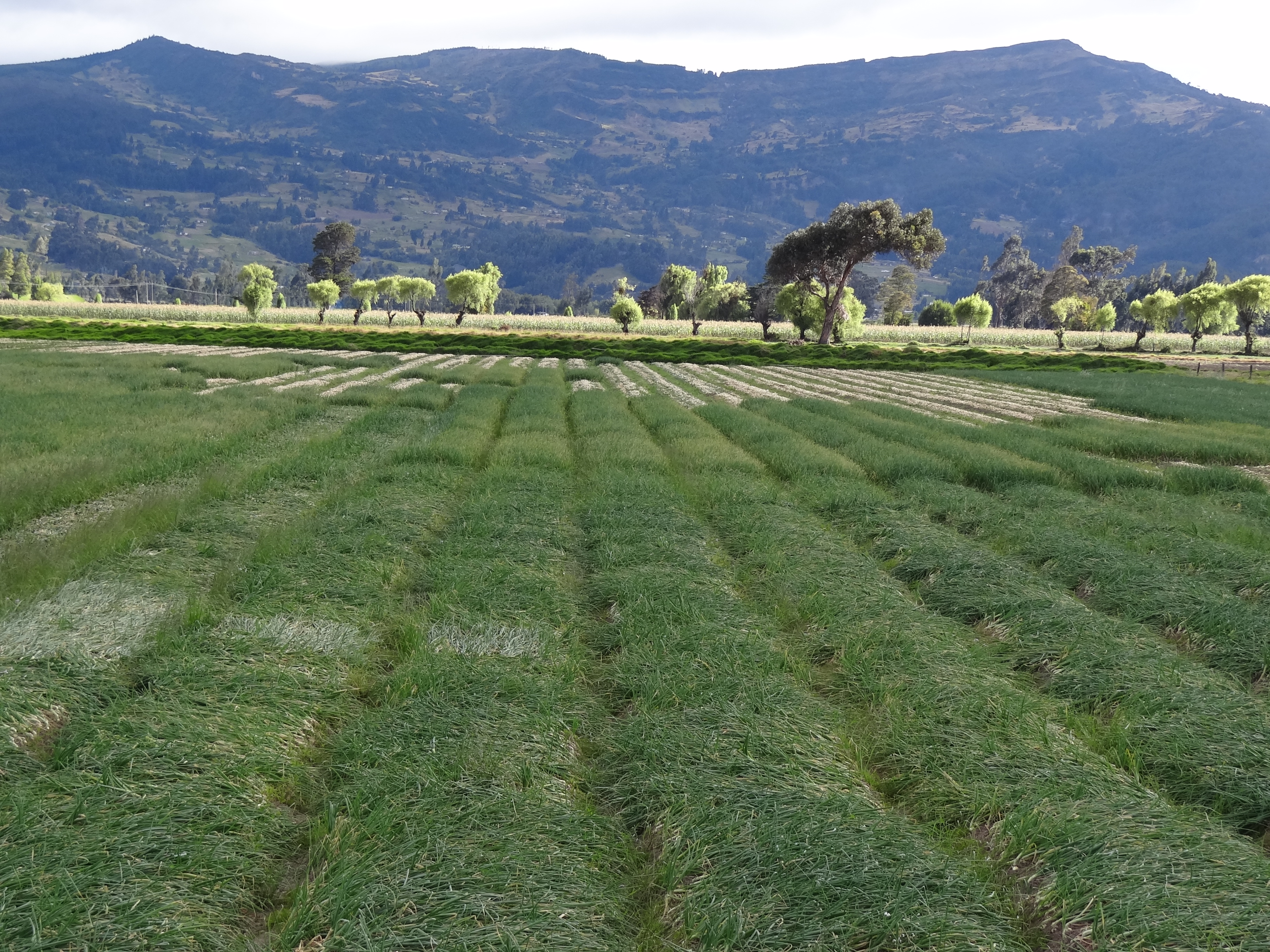
Cultivos de cebolla en Samacá.

Las principales actividades económicas del municipio son la agricultura, la ganadería, la minería. Los productos agrícolas más importantes son la papa, la arveja, el maíz, remolacha, la cebolla. En cuanto a la minería, esta se basa principalmente en la explotación del carbón.

## Fiestas populares
El Aguinaldo Samaquense que se llevan a cabo del 16 al 24 de diciembre de cada año, el concurso nacional de tractomulas en reversa en el mes de julio en honor a la Virgen del Carmen, patrona de los transportadores, aunque fue realizado hasta el año 2015, llegando hasta su versión número XXIV, feria ganadera en el colegio "La Libertad" ubicada en la vereda "El Gacal", Celebrada en el mes de noviembre, y por último la más tradicional la fiesta en homenaje al campesino, que se celebra en el mes de junio y también en el mes de agosto se celebra la fiesta de la virgen del milagro. 

## Instituciones de educación
- Institución Educativa Técnica Nacionalizada.
- Institución Educativa Técnica Salamanca.
- Institución Educativa Técnica La Libertad.
- Colegio Sagrado corazón de Jesús
- gimnasio campestre nuestra señora del Rosario

## Samaquenses ilustres
- Fray Casimiro Antonio Landinez: Sacerdote nacido en Samacá el 11 de marzo de 1782, estudió en el Convento de Tunja, de donde profesó el 2 de marzo de 1799. Por apoyar la causa de la Independencia fue desterrado por Pablo Morillo a Maracaibo, Venezuela, en noviembre de 1816, acusado de haber robado las joyas de la Virgen para financiar a los patriotas. Una vez lograda la Independencia de la Nueva Granada, regresó a Boyacá y fue nombrado párroco de Chiquinquirá en 1822. Murió en su pueblo natal en 1834.[6]

- Marcelino Pulido: Fue uno de los principales dirigentes del Partido Conservador Colombiano a finales del siglo XIX y comienzos del XX. Fue prefecto de la Provincia del Centro, miembro del Consejo Municipal de Tunja, diputado a la Asamblea y representante ante el Congreso. En 1902 fue nombrado Secretario de Gobierno de Boyacá, y entre 1909 y 1910 fue gobernador del Departamento, cargo en el cual inició la construcción de la carretera del Carare, trajo el primer automóvil a Tunja, así como el primer molino americano, e inició las obras del primer alumbrado eléctrico para la capital de Boyacá. En 1920 fue presidente de la Corte Suprema de Justicia.[7]

- Oliverio Perry: Nacido el 14 de junio de 1900 en Samacá, doctor en Derecho y Ciencias Políticas de la Universidad Nacional de Colombia, fue periodista del diario El Tiempo y posteriormente Secretario de Gobierno de Boyacá y de la Contraloría General de la República. Se desempeñó también como profesor de historia en el Colegio de Boyacá y posteriormente fue magistrado del Tribunal de Aduanas, diputado de la Asamblea de Boyacá y representante a la Cámara en el Congreso.[8]

- Jorge Perry Villate: Nacido en Samacá en 1908, fue el primer colombiano en participar en unos Juegos Olímpicos, cuando aún no existía el Comité Olímpico Colombiano. Como competidor en atletismo, fue como único representante de Colombia a los Juegos Olímpicos de Los Ángeles 1932, cuando contaba 22 años de edad. Murió en 1946, aquejado de pulmonía.[9]

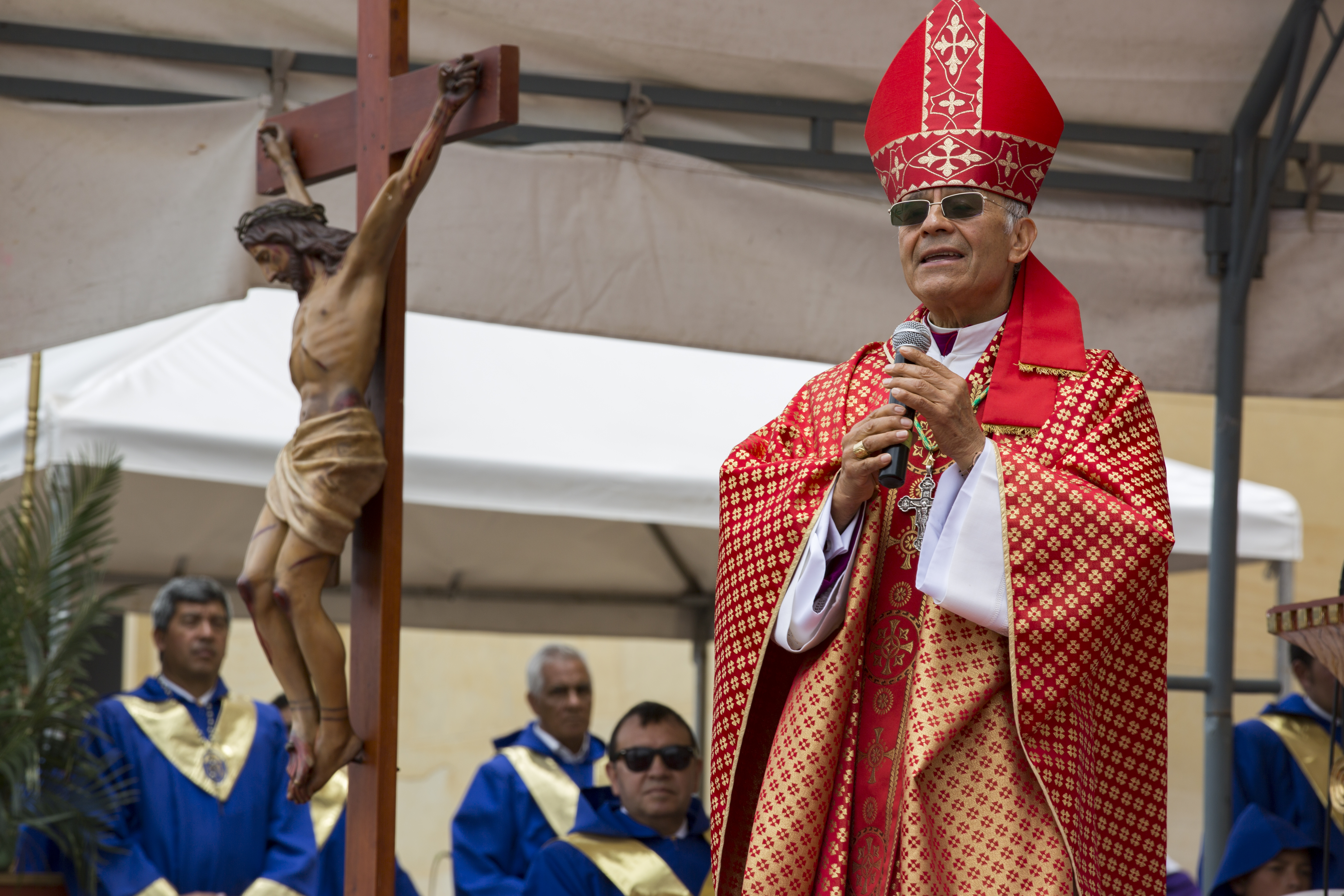
Monseñor Luis Felipe Sánchez Aponte, obispo de Chiquinquirá nacido en la vereda Tibaquirá del municipio de Samacá el 11 de mayo de 1947.

- Luis Felipe Sánchez Aponte: Obispo de la Diócesis de Chiquinquirá nacido en la vereda Tibaquirá del municipio de Samacá el 11 de mayo de 1947. Estudió Filosofía y Teología en el Seminario Mayor de Tunja, se licenció en Psicología Educativa en la Universidad Pedagógica Nacional de Colombia, realizó estudios de inglés y composición inglesa en la Universidad de Columbia, en Nueva York. En el año 2004 fue nombrado Obispo de Chiquinquirá por el Papa Juan Pablo II.[10][11]

## Servicios públicos
- Energía Eléctrica: Empresa de Energía de Boyacá (EBSA), es la empresa prestadora del servicio de energía eléctrica.
- Gas Natural: Vanti es la empresa distribuidora y comercializadora de gas natural en el municipio.